# 3175 Netto
3175 Netto eller 1979 YP är en asteroid i huvudbältet som upptäcktes den 16 december 1979 av den belgiske astronomen Henri Debehogne och den brasilianske astronomen Edgar Rangel Netto vid La Silla-observatoriet. Den är uppkallad efter en av sina upptäckare.
Asteroiden har en diameter på ungefär 5 kilometer.